# Gusztáv és a gyűrű
A Gusztáv és a gyűrű a Gusztáv című rajzfilmsorozat második évadának második epizódja.

## Rövid tartalom
Gusztáv talált gyűrűvel ajándékozza meg szerelmét, de a hölgy faképnél hagyja, amikor kiderül, hogy a gyűrű hamis.

## Alkotók
- Írta és rendezte: Nepp József
- Zenéjét szerezte: Pethő Zsolt
- Operatőr: Neményi Mária
- Hangmérnök: Horváth Domonkos
- Vágó: Czipauer János
- Tervezte: Gémes József
- Háttér: Szoboszlay Péter
- Rajzolták: Cser Zsuzsa, Bakai Piroska
- Színes technika: Boros Magda, Dobrányi Géza
- Gyártásvezető: Kunz Román

Készítette a Pannónia Filmstúdió.